# Sena
Sena (francosko Seine, izgovori [sɛn]) je 777 kilometrov dolga reka v severni Franciji. Njeno porečje je v Pariški kotlini (geološko relativna nižina), ki pokriva večino severne Francije. Izvira pri Source-Seine, 30 kilometrov severozahodno od Dijona v severovzhodni Franciji na planoti Langres, teče skozi Pariz in proti SZ v Rokavski preliv pri Le Havru (in nad letoviščem Honfleur na levem bregu). Po njej lahko plovejo manjša čezoceanska plovila do Rouena, 120 kilometrov od morja. Več kot 60 odstotkov njene dolžine, vse do Burgundije, je prevozna z velikimi rečnimi barkami in večino turističnih čolnov. Skoraj celotna dolžina je na voljo za rekreacijsko čolnarjenje; izletniške ladje različnih velikosti ponujajo oglede rečnih bregov v glavnem mestu Pariz.
V ožjem Parizu je 37 mostov čez Seno (najbolj znana med njimi sta Pont Alexandre III. in najstarejši Pont Neuf) in na desetine drugih zunaj mesta. Izjemen sodobni cestni most, ki je tudi zadnji ob toku reke, je Pont de Normandie, deveti najdaljši viseči most na svetu, ki povezuje Le Havre in Honfleur.
Leta 1991 je UNESCO vpisal bregova Sene v Parizu – Rive Gauche in Rive Droite – na svoj seznam svetovne dediščine.

## Izvor imena
Ime reke naj bi izhajalo iz keltske besede Sicauna (latinsko Sequana), ki pomeni »posvečen vir«. Druga razlaga prav tako izhaja iz keltske besede Is-Icauna, kar je pomanjševalnica od Icauna; le ta je keltsko ime za reko Yonne, levi pritok Sene. Kelti so namreč smatrali reko Yonne za glavno reko in ne Seno. Vsekakor bo potrebno nadaljnje raziskovanje obeh etimologij.
V Normandiji je bila Sena poznana tudi pod imenom Rodo oziroma Roto, kar je tradicionalno keltsko ime za reke; od tod izvira tudi ime Rona (Rodan). Ime mesta Rouen (latinsko Rotomagus) izhaja prav iz te osnove.

## Geografija

### Izvir
Izvir Sene je na planoti Langres, 25 km severozahodno od Dijona v departmaju Côte-d'Or v regiji Burgundija-Franche-Comté, 470 m nad morjem. Posebnost je, da so bili izviri Sene od leta 1864 v lasti mesta Pariz. Leto kasneje je bila zgrajena umetna jama za zaščito glavnega izvira in postavljen kip nimfe, ki simbolizira reko. Pariz je takrat vrnil lastnino regiji. V bližini izvira so ostanki galo-rimskega templja, kjer so častili Dea Sequana (latinska boginja Sene). Njegove odkrite arheološke ostaline so shranjene v arheološkem oddelku muzeja Musée des Beaux-Arts v Dijonu.

## Potek
Seno lahko umetno razdelimo na pet delov:
- Petite Seine, Mala Sena od izvirov do Montereau-Fault-Yonne
- Haute Seine, Zgornja Sena od Montereau-Fault-Yonne do Pariza
- Traversée de Paris, pariška vodna pot
- Basse Seine, spodnja Sena od Pariza do Rouena
- Seine maritime, pomorska Sena od Rouena do Rokavskega preliva.

Pod Rouenom reka teče skozi Parc Naturel Régional des Boucles de la Seine Normande, francoski regionalni naravni park.

### Porečje
Območje kotline, vključno z delom Belgije, obsega 78.910 kvadratnih kilometrov, 2 odstotka gozda in 78 odstotkov obdelane zemlje. Poleg Pariza so tri druga mesta z več kot 100.000 prebivalci v ožjem porečju Sene: Le Havre na izlivu, Rouen v dolini Sene in Reims na severni meji – z letno stopnjo rasti mest 0,2 odstotka. Gostota prebivalstva je 201 na kvadratni kilometer.
Glavni pritoki in njihove dolžine so:
- Ource (desni)
- Barse (desni)
- Aube (desni)
- Yonne (levi)
- Loing (levi)
- Almont (desni)
- Essonne (levi)
- Orge (levi)
- Yerres (desni)
- Marna  (desni)
- Bièvre (levi)
- Oise (desni)
- Aubette de Meulan (desni)
- Mauldre (levi)
- Vaucouleurs (levi)
- Epte (desni)
- Andelle (desni)
- Eure (levi)
- Oison (levi)
- Aubette (desni)
- Cailly (desni)
- Austreberthe (desni)
- Commerce (desni)
- Risle (levi)
- Lézarde (desni)

### Departmaji in kraji
Reka Sena teče skozi naslednje departmaje in kraje: 
- Côte-d'Or
- Aube: Nogent-sur-Seine, Troyes
- Seine-et-Marne: Melun
- Val-de-Marne
- Pariz: Pariz
- Hauts-de-Seine
- Yvelines: Saint-Germain-en-Laye, Mantes-la-Jolie
- Eure: Les Andelys
- Seine-Maritime: Rouen, Le Havre

## Plovnost
Sena je regulirana in oceanska plovila lahko pristanejo v Rouenu, 120 kilometrov od morja. Komercialna plovila (barže in vlačilci) lahko plujejo po reki, ki se začne pri Marcilly-sur-Seine, 516 kilometrov do njenega izliva.
V Parizu je 37 mostov. Reka je v prestolnici le 24 metrov nad morsko gladino, 446 kilometrov od svojega ustja, zaradi česar teče počasi in je zato lahko plovna. Plovbo olajšajo visoke plime.
Seine Maritime, 123 kilometrov od Rokavskega preliva pri Le Havru do Rouena, je edini del Sene, ki ga uporabljajo oceanska plovila. Plimnemu delu Seine Maritime sledi kanaliziran odsek (Basse Seine) s štirimi velikimi zapornicami do izliva Oise pri Conflans-Sainte-Honorine (170 km). Manjši zapornici v Bougivalu in Suresnesu dvigneta plovila na nivo reke v Parizu, kjer je stičišče s kanalom Saint-Martin. Oddaljenost od izliva Oise je 72 km.
Haute Seine, od Pariza do Montereau-Fault-Yonne, je dolga 98 km in ima 8 zapornic. Pri Charenton-le-Pontu je ustje Marne. Gorvodno od Pariza sedem zapornic zagotavlja plovbo do Saint Mammèsa, kjer je Loing mouth. Skozi osmo zapornico pridemo do reke Yonne pri Montereau-Fault-Yonne. Od izliva Yonne lahko večje ladje nadaljujejo gorvodno do Nogent-sur-Seine (48 km, 7 zapornic). Od tam naprej je reka plovna samo z majhnimi plovili do Marcilly-sur-Seine (19 km, 4 zapornice). Pri Marcilly-sur-Seine je Canal de la Haute-Seine iz 19. stoletja včasih plovilom omogočal nadaljevanje vse do Troyesa. Ta kanal je bil zapuščen od leta 1957.
Povprečna globina Sene je danes v Parizu približno 9,5 metra. Dokler v 19. stoletju niso namestili zapornic za dvig gladine, je bila reka v mestu veliko plitvejša in je bila sestavljena iz majhnega kanala neprekinjenega toka, obrobljenega s peščenimi bregovi (prikazano na številnih ilustracijah tistega obdobja). Danes je globina strogo nadzorovana in je celotna širina reke med pozidanima bregovoma na obeh straneh običajno napolnjena z vodo. Povprečni pretok reke je zelo majhen, le nekaj kubičnih metrov na sekundo, vendar so v obdobjih močnega odtoka možni precej večji pretoki.

## Jezovi in nadzor nad poplavami
Od leta 1950 so na Seni in njenih pritokih Yonne, Marne ter Aube zgradili štiri velike akumulacijske rezervoarje. Ti pomagajo pri vzdrževanju stalne gladine reke skozi mesto, vendar ne morejo preprečiti znatnega povečanja gladine reke v obdobjih ekstremnega odtoka. Jezovi so Lac d'Orient, Lac des Settons, jezero Der-Chantecoq in Auzon-Temple oziroma Amance.

## Poplavljanje
Zelo hudo obdobje visoke vode januarja 1910 je povzročilo obsežne poplave po vsem mestu. Sena je ponovno narasla do grozeče ravni v letih 1924, 1955, 1982, 1999–2000, junija 2016 in januarja 2018. Po opozorilu prve stopnje pred poplavami leta 2003 so okoli 100.000 umetniških del preselili iz Pariza, kar je bila največja selitev umetnosti po drugi svetovni vojni. Veliko umetnin v Parizu je shranjenih v podzemnih skladiščih, ki bi bila poplavljena. Poročilo francoske vlade iz leta 2002 navaja, da bi najslabši možni scenarij poplave Sene stal 10 milijard evrov in prekinil telefonske storitve za milijon Parižanov, tako da bi jih 200.000 ostalo brez elektrike in 100.000 brez plina.

### Pariška poplava 2018
Januarja 2018 je Sena ponovno poplavila in 29. januarja dosegla raven poplave 5,84 metra. 24. januarja je bilo izdano uradno opozorilo, da bo močno deževje verjetno povzročilo poplave reke. Do 27. januarja je reka naraščala. Podžupanja Pariza Colombe Brossel je opozorila, da so močno deževje povzročile podnebne spremembe in da »moramo razumeti, da podnebne spremembe niso beseda, ampak realnost.«

## Kakovost vode
V pariškem kanalizacijskem sistemu občasno pride do okvare, znane kot prelivanje sanitarne kanalizacije, pogosto v obdobjih z veliko padavinami. Pod temi pogoji se neobdelane odplake izpuščajo v Seno. Posledično pomanjkanje kisika povzroča predvsem alohtone bakterije, večje od enega mikrometra. Specifična aktivnost teh bakterij iz odplak je običajno tri- do štirikrat večja kot pri avtohtoni (ozadju) bakterijski populaciji. Koncentracije težkih kovin v Seni so relativno visoke. Raven pH Sene pri Pont Neufu je bila izmerjena na 8,46. Kljub temu se je kakovost vode bistveno izboljšala glede na to, kar so številni zgodovinarji v preteklosti imenovali »odprta kanalizacija«.
Leta 2009 je bilo objavljeno, da se je atlantski losos vrnil v Seno.

## Zgodovina
28. ali 29. marca 845 je vojska Vikingov pod vodstvom poglavarja po imenu Reginherus, kar je morda drugo ime za Ragnarja Lothbroka, z oblegovalnimi stolpi plula navzgor po reki Seni in oplenila Pariz.
25. novembra 885 je bila druga vikinška odprava, ki jo je vodil Rollo, poslana navzgor po reki Seni, da je ponovno napadla Pariz.
Marca 1314 je dal francoski kralj Filip IV. Jacquesa de Molaya, zadnjega velikega mojstra vitezov templjarjev, zažgati na grmadi na otoku Île aux Juifs v reki Seni pred Notre Dame de Paris.
Po sežigu na grmadi Ivane Orleanske leta 1431 v Rouenu so njen pepel vrgli v Seno s srednjeveškega kamnitega mostu Mathilde v Rouenu.
9. avgusta 1803 je Robert Fulton, ameriški slikar in pomorski inženir, prvič uspešno preizkusil svoj parnik v Seni ob vrtu nekdanje Tuilerijske palače. Z dolžino šestinšestdeset čevljev in širino osem čevljev je Fultonov parnik dosegal hitrosti tri do štiri milje na uro v vožnjah proti toku Sene.
Po svoji oporoki je Napoleon, ki je umrl leta 1821, želel biti pokopan na bregovih Sene. Njegovi prošnji niso ugodili. Grobnica v kompleksu Invalides je nekoliko bolj oddaljena.
Na poletnih olimpijskih igrah leta 1900 je reka gostila tekmovanja v veslanju, plavanju in vaterpolu. Štiriindvajset let kasneje je ponovno gostila veslaške dogodke v Bassin d'Argenteuil, ob Seni severno od Pariza.
Do 1930-ih je obstajal vlečni sistem, ki je uporabljal verigo na strugi reke, da bi olajšal premikanje bark navzgor po reki.
Sena je bila eden od prvotnih ciljev operacije Overlord poleti 1944. Namen zaveznikov je bil doseči Seno 90 dni po dnevu D. Ta cilj je bil dosežen; Pariz so osvobodili 19. avgusta. Pričakovano prečkanje reke se ni nikoli uresničilo, saj je nemški odpor v Franciji do začetka septembra 1944 trajal različno dolgo, pristanišče Le Havre pa je bilo uničeno in osvobojeno 12. septembra. Vendar pa je prva kanadska armada naletela na odpor tik zahodno od Sene in do spopadov je prišlo v Forêt de la Londe, ko so zavezniške čete poskušale odrezati pobeg čez reko delov nemške 7. armade v zaključnih fazah bitke za Normandijo.
Nekatere alžirske žrtve pariškega pokola leta 1961 so se utopile v Seni, potem ko so jih francoski policisti vrgli s Pont Saint-Michela (Latinska četrt) in drugih lokacij v Parizu.
Poglabljanje reke v 1960-ih je večinoma odpravilo plimske vrtince na spodnjem toku reke, v francoščini znane kot le mascaret.
Leta 1991 je UNESCO dodal bregova Sene v Parizu - Rive Gauche in Rive Droite - na svoj seznam svetovne dediščine v Evropi.
Od leta 2002 vsako poletje na pariškem bregu Sene poteka Paris-Plages: preobrazba tlakovanih bregov v plažo s peskom in objekti za sončenje in zabavo.
Leta 2007 so iz njenih voda izvlekli 55 trupel; februarja 2008 so tam našli truplo supermanekenke, ki je postala aktivistka Katoucha Niane.
Leta 2024 je bila na reki pripravljena parada čolnov držav med otvoritveno slovesnostjo poletnih olimpijskih iger 2024. Izpeljan je bil še obsežen kulturni program.

## V popularni kulturi
Sena je bila reka, v kateri se je utopil literarni junak Javert, glavni antagonist romana Nesrečniki (Les Misérables) Victorja Hugoja iz leta 1862. To je bila tudi reka, v katero je jezna drhal simbolno potisnila Erika, Fantoma, glavnega junaka Fantoma iz opere Gastona Lerouxa (1910); in se je utopil.
V otroški knjigi Ludwiga Bemelmansa iz leta 1953 Reševanje Madeline in adaptaciji Madeline v živo iz leta 1998 Madeline po naključju pade v Seno, ko je stala na robu mostu. Opazna razlika med knjigo in filmom je v tem, da je v knjigi Madeline padla, ko se je igrala na polici, medtem ko je v filmu padla, ko je poskušala opravičiti svoja dejanja do Pepita, zaradi katerih so se vsa dekleta znašla v težavah.
V filmu Dežela La La iz leta 2016 je Mia, protagonistka, na svoji zadnji avdiciji Avdicija (The Fools Who Dream). Pesem je bila nominirana za najboljšo izvirno pesem na 89. podelitvi oskarjev.

## V umetnosti
Zlasti v 19. in 20. stoletju je Sena navdihnila številne umetnike, ob Vincentu van Goghu tudi:
- Frédéric Bazille
- Maurice Boitel
- Richard Parkes Bonington
- Eugène Boudin
- Camille Corot
- Charles-François Daubigny
- Guy Debord
- Raoul Dufy
- Othon Friesz
- Carl Fredrik Hill
- Eugène Isabey
- Johan Barthold Jongkind
- Raimond Lecourt
- Albert Marquet
- Henri Matisse
- Claude Monet
- Luis F. Pinzón
- Camille Pissarro
- Emilio Grau Sala
- Gaston Sébire
- Georges Seurat
- Alfred Sisley
- Constant Troyon
- J. M. W. Turner
- Félix Vallotton
- Édouard Vuillard

- Pierre Auguste Renoir

Leta 1948 sta Flavien Monod in Guy Lafarge napisala pesem La Seine.
Josephine Baker je posnela pesem La Seine [35]
Pesem La seine Vanesse Paradis. Matthieu Chedid jo je prvotno napisan kot glasbo za film A Monster in Paris.
- Slika Nedeljsko popoldne na otoku La Grande Jatte (1884–1886) Georgesa Seurata je postavljena na otok v Seni.
- Carl Fredrik Hill, Francoska rečna pokrajina, Bois-le-Roi (1877).
- Alfred Sisley, Terasa v Saint-Germainu, pomlad  (1875) v Walters Art Museum ponuja panoramski pogled na dolino reke Sene.
- Perice ob Seni (1937),  Andrus Johani